# AD Волка
AD Волка (лат. AD Lupi) — одиночная переменная звезда в созвездии Волка на расстоянии приблизительно 3044 световых лет (около 933 парсека) от Солнца. Видимая звёздная величина звезды — от +14,6m до +13,4m.

## Характеристики
AD Волка — оранжевая переменная звезда спектрального класса K. Радиус — около 4,41 солнечного, светимость — около 6,528 солнечных. Эффективная температура — около 4391 K.